# A Tűzvonalban epizódjainak listája

A film főcíme

A Tűzvonalban című sorozat epizódlistája. Eddig (2010. augusztus) 69 rész készült el belőle, de anyagi források híján az MTV nem folytatja a sorozatot, így a negyedik évad a Duna Televízión látható. A sorozat 2007. szeptember 9-én kezdődött, a második évad pedig 2008. január 6-án indult a Magyar Televízió egyes csatornáján. A harmadik évad 2009 januárjától kerül a képernyőre, kétszer tíz résszel, két nagy témára felépítve. A negyedik évad 2010. augusztus 6-án kezdődött el.
| Évad | Epizódok | Első sugárzás       | Első sugárzás      | DVD megjelenés   | Adó     |
| Évad | Epizódok | Évadkezdet          | Évadbefejezés      | DVD megjelenés   | Adó     |
| ---- | -------- | ------------------- | ------------------ | ---------------- | ------- |
| 1    | 17       | 2007. szeptember 9. | 2007. december 30. | 2009. április 3. | m1      |
| 2    | 20       | 2008. január 6.     | 2008. június 1.    |                  | m1      |
| 3    | 20       | 2009. január 9.     | 2009. május 29.    |                  | m1      |
| 4    | 12       | 2010. augusztus 6.  | 2010. október 29.  |                  | Duna TV |

## Első évad (2007)
| Kép | Cím                            | Első vetítés         | Évad | Epizód |
| --- | ------------------------------ | -------------------- | ---- | ------ |
| | Az áthelyezés                  | 2007. szeptember 9.  | 1x01 | 1      |
| Bordás Attila kommandós őrnagyot (Stohl András) egy balul sikerült túszszabadítási akciót követően alacsonyabb beosztásba helyezik; őrsparancsnok lesz Angyalföld egyik eldugott szegletében található nyolcas körzetben. |                                |                      |      |        |
| | Éjszakák és nappalok           | 2007. szeptember 16. | 1x02 | 2      |
| Bordás tovább őrlődik válni készülő felesége és gyermeket váró szeretője között, helyzetét a pozíciójára féltékeny Móricz főhadnagy állandó áskálódása is nehezíti. Egy utcai rablásból aztán olyan horderejű ügy keletkezik, amely miatt Bordás a kirúgás szélére kerül.                                                                         |                                |                      |      |        |
| | Csibészek iskolája             | 2007. szeptember 23. | 1x03 | 3      |
| Bordás számára lassan körvonalazódik, kik azok a kollégák, akikre számíthat a későbbiekben. Móricz a kerületi kapitánynál próbál áskálódni új főnöke ellen, és nagy reményeket fűz a Bordás ellen folytatott belső vizsgálathoz. Csakhogy a vizsgálat meglepő eredménnyel zárul…                                                                  |                                |                      |      |        |
| | Amszterdami capuccino          | 2007. szeptember 30. | 1x04 | 4      |
| Bordást legalább olyan meglepetésként éri legújabb balhés ügyének elfektetése, mint az állomány tagjait. Ezen felbuzdulva Bordás fenekestül felforgatja az őrs életét, ami új konfliktusokat eredményez Móriczcal. Bordás először szembesül azzal, hogy titokzatos személyek követik.                                                             |                                |                      |      |        |
| | Cézár, ha valami fáj           | 2007. október 7.     | 1x05 | 5      |
| Móricz minden gondolatát kitölti a főnöke elleni áskálódás. Bordást viszont egészen más foglalkoztatja, és a titkos aktákba betekintéssel bíró Zsuzsa segítségét kéri annak felderítésében, hogy kik állhatnak a megfigyelésének hátterében. |                                |                      |      |        |
| | A gyanú árnyékában             | 2007. október 14.    | 1x06 | 6      |
| Bordásnak sejtései támadnak, hogy a megfigyelőknek dolgozó fedett személy van a kollégái közt, ezért Kriszta segítségével sajátos magánnyomozásba kezd. Miközben az őrsön minden a feje tetejére áll egy televíziós forgatócsoport érkezése miatt, Alter és Szivar megakadályozzák egy pénzszállító autó kirablását.                              |                                |                      |      |        |
| | Aranylövés                     | 2007. október 21.    | 1x07 | 7      |
| A drogos Esztert, Bordás pártfogoltját, holtan találják egy kapualjban. Szabó ezredes mielőbb eredményt akar, ezért Bordás és Móricz nyakukba veszik a körzetet. Bordásnak egyre gyanúsabb Alter viselkedése: a férfi mintha nem az lenne, akinek mutatja magát. A szálak tovább bonyolódnak, amikor egy Malek nevű férfi Magyarországra érkezik. |                                |                      |      |        |
| | A férfi, aki száz alakban él   | 2007. október 28.    | 1x08 | 8      |
| Bordás megpróbálja sarokba szorítani Altert, de a férfi kivágja magát a kellemetlen helyzetből. Kolonicsék számára most már világos, hogy Altert ki kell emelni az akcióból: Bordás még nem tudhatja meg, hogy miért helyezték a nyolcas körzet élére.                                                                                            |                                |                      |      |        |
| | A hírszerzés művészete         | 2007. november 4.    | 1x09 | 9      |
| A Zsuzsától származó bizalmas információk alapján Bordás és Mike el akarják kapni Altert, de a férfit meggyilkolják, mielőtt beszélne. Kolonicsék nyaka körül tovább szorul a hurok, amikor Bordás és kommandós kollégái megtalálják az őrsre telepített lehallgató-készülékeket. Malek megkezdi bosszúhadjáratát.                                |                                |                      |      |        |
| | Koszorúk és más hazugságok     | 2007. november 11.   | 1x10 | 10     |
| Alter temetése után Kolonics arról győzködi Bordást, hogy mellette áll, de a férfi már nem hisz senkinek. A helyzetet bonyolítja, hogy Zsuzsa lehallgató-készülékeket talál a lakásán. A kettős játékot űző Kolonics Johnnyt is beszervezi. |                                |                      |      |        |
| | Velem, vagy ellenem            | 2007. november 18.   | 1x11 | 11     |
| Szabó ezredesnek köszönhetően Bordás számára lassan körvonalazódik, hogy mi zajlik a háttérben. Dr. Kirner koholt vád alapján feljelenti Bordást, aki Mike segítségével lovagias elégtételt vesz. Bordás nem sejti, mekkora bajba keveri magát, mert Malek még azon az éjszakán meggyilkolja Kirnert…                                             |                                |                      |      |        |
| | Egy zsaru mind fölött          | 2007. november 25.   | 1x12 | 12     |
| A nyomozók kihallgatják Bordást a Kirner-gyilkosság kapcsán. Bordás úgy keveri a lapokat, hogy Kolonicséknak muszáj nyíltan megmutatkozniuk. A tábornok arra kéri Bordást, hogy az összefüggések megértéséhez elevenítse fel az áthelyezéséhez vezető kommandós akciót.                                                                           |                                |                      |      |        |
| | Túszhelyzet                    | 2007. december 2.    | 1x13 | 13     |
| Bordás elbeszélése alapján megelevenedik az iskolai túszdráma. Kolonics szint vall: Bordást mondvacsinált ürüggyel helyezték át, hogy tőrbe csalják Maleket. Bordás már senkinek sem hisz. Még azon az éjszakán Malek és emberei támadásba lendülnek.                                                                                             |                                |                      |      |        |
| | Nincs olyan, hogy holnap       | 2007. december 9.    | 1x14 | 14     |
| Bordás túléli a merényletet. A rendőrség teljes hírzárlatot rendel el, Bordás kollégái sem tudnak a sikertelen merényletről. Kolonics egy rafinált trükkel eléri, hogy Malek újra próbálkozzon. A tábornok biztonságba helyezi Erikáékat. |                                |                      |      |        |
| | Akkor higgy nőnek…             | 2007. december 16.   | 1x15 | 15     |
| Az állomány továbbra sem tud Bordás sorsáról. Móricz kihasználva a lehetőséget, az őrsparancsnoki kinevezés reményében, magához ragadja a hatalmat, és mindent elkövet, hogy még Bordás emlékét is kiirtsa a nyolcas körzetben. Malek a családjával zsarolja Zsuzsát…                                                                             |                                |                      |      |        |
| | Szemtől szemben                | 2007. december 23.   | 1x16 | 16     |
| Malek és emberei megtámadják Erikáék búvóhelyét. A Bordás családot és Krisztát elrabolják. Bordás számára nem kérdés, hogy Kolonics tiltása ellenére túsznak jelentkezik a családja helyett. A helyzetet bonyolítja, hogy Malek elfoglalja az őrszobát és túszul ejti Bordás kollégáit.                                                           |                                |                      |      |        |
| | Barátok, szerelmek, ellenségek | 2007. december 30.   | 1x17 | 17     |
| Miközben Bordás mindent elkövet, hogy húzza az időt, Mike vezetésével a kommandósok nagy erőkkel készülnek a túszok kiszabadítására. A látványos és izgalmas végkifejlet számtalan meglepetést ígér. |                                |                      |      |        |

## Második évad (2008)
| Kép | Cím                            | Első vetítés      | Évad | Epizód |
| --- | ------------------------------ | ----------------- | ---- | ------ |
| | Erővonalak                     | 2008. január 6.   | 2x01 | 18     |
| A BRFK nyomozói tájékoztatják Bordást egy tervezett fedett akcióról. Bordás nemet mond, amikor megtudja, hogy ki a fedett akció irányítója. |                                |                   |      |        |
| | Fehér por                      | 2008. január 13.  | 2x02 | 19     |
| Miután Kriszta megtudta, hogy Zoli kábítószer-ügybe keveredett, kiéleződik öccsével a konfliktusa. Bordás és Alter megtervezik az akciót. Első lépésben Bordásnak "véletlenül" találkoznia kell Demsával. |                                |                   |      |        |
| | Óvatos megközelítés            | 2008. január 20.  | 2x03 | 20     |
| Bordás és Demsa találkoznak egy megrendezett közúti ellenőrzésen. Kriszta jelenti Bordásnak, hogy kábítószert talált az öccse szobájában. Lehet, hogy Móricz életében nem édesanyja lesz az egyetlen nő… |                                |                   |      |        |
| | Álmok és rémálmok              | 2008. január 27.  | 2x04 | 21     |
| Demsa ki akar szállni a franciákkal közös üzletből, ezért Nikosz megzsarolja. Kocsis nem bízik az akció sikerében, kétségeit megosztja Koloniccsal, aki kiáll Bordás mellett. Zoli nem okult a nővérével folytatott beszélgetésből, és tovább terjeszti az anyagot, ami kis híján tragédiához vezet.                          |                                |                   |      |        |
| | Női könnyek                    | 2008. február 3.  | 2x05 | 22     |
| A közrendőrt "alakító" Alter úgy intézi, hogy megismerkedjen Zolival. Bordás Demsa kérésének eleget téve Erikát is el akarja vinni a következő találkozójukra, ami kiélezi ellentétét a féltékeny Mike-kal. Kolonics elintézi, hogy Zsuzsát házi őrizetbe helyezzék. Demsa megszerzi a franciáknak szánt heroin-szállítmányt. |                                |                   |      |        |
| | Kishalak és nagyhalak          | 2008. február 10. | 2x06 | 23     |
| A szekrényes-banda kirabolja Pircsi lakását, a lány bosszút esküszik és titokban sajátos nyomozásba kezd. Kocsis és Bordás között pattanásig feszül a helyzet, a százados szerint Bordás veszélyezteti az akciót. Demsa vacsorameghívása Bordás számára felér egy rémálommal…                                                 |                                |                   |      |        |
| | Egércsapda                     | 2008. február 17. | 2x07 | 24     |
| Zoli bevonásával felgyorsulhatna a beépülési akció a nyomozók szerint, ezért Kocsis és Bordás között kiéleződik az ellentét. Kálmán körzeti megbízott szeretne lenni, de Szabó egy régi sérelem okán elutasítja. Bordáshoz váratlan látogató érkezik…                                                                         |                                |                   |      |        |
| | A pók hálójában                | 2008. február 24. | 2x08 | 25     |
| Kolonics tudtával Bordás találkozik Demsa lányával, aki hajlandó tanúskodni az apja ellen. Savigni emberei megjelennek Budapesten, hogy felkutassák a Demsa által megszerzett heroin-szállítmányt. Demsa körül szorul a hurok?                                                                                                |                                |                   |      |        |
| | Francia kapcsolat              | 2008. március 2.  | 2x09 | 26     |
| A Kriszta lakásán történt lövöldözés miatt a lányt felfüggesztik. Mike és Erika szakítanak, a férfi nem tud Demsáról és Bordást okolja a történtek miatt. Savigniék számára világos lesz, hogy a Zolinál talált anyag nem az afgán szállítmányból van. Demsa újra lépéselőnybe kerül a rendőrséghez képest.                   |                                |                   |      |        |
| | Árulók és elárultak            | 2008. március 16. | 2x10 | 27     |
| Miután Alter beépülési próbálkozása végleg meghiúsul, Kolonics parancsot ad a Demsa elleni akcióra. Denise nyíltan szembefordul az apjával és megszökik otthonról. Demsa nem várt lépést tesz, amikor személyesen megkeresi Bordást és a segítségét kéri…                                                                     |                                |                   |      |        |
| | A hazugság ára                 | 2008. március 30. | 2x11 | 28     |
| Miután Bordás biztonságba helyezi Denise-t, mindkét oldallal szembefordul; időre van szüksége, hogy megtalálja Demsa beépített emberét, ezért szeretné, ha Kolonics elhalasztaná az akciót. |                                |                   |      |        |
| | A leszámolás                   | 2008. április 6.  | 2x12 | 29     |
| Bordás váratlan húzása lehetőséget biztosít Demsának a leszámolásra. Az összecsapás Savigni embereivel számtalan meglepetéssel szolgál, de a legégetőbb kérdésre továbbra sincs válasz: hol van a nagy értékű kábítószer-szállítmány?                                                                                         |                                |                   |      |        |
| | Egy mesterlövész magánélete    | 2008. április 13. | 2x13 | 30     |
| Kolonics két hetet kap a rendőrségtől, hogy megtalálja Savigni szállítmányát. Újra felbukkan Herceg, és tisztázódik Alter szerepe; a titkosszolgálat, a Malek-ügyhöz hasonlóan most is nyakig benne van az ügyben. Erika elhagyja Mike-ot. Denise élete váratlanul veszélybe kerül.                                           |                                |                   |      |        |
| | Zuhanás                        | 2008. április 20. | 2x14 | 31     |
| Bordás, Kende Kriszta segítségével biztonságba helyezi Denise-t, a lány hollétéről csak Alter tud. Egy haláleset miatt a Vám- és Pénzügyőrség egy 'Papa' gúnynevű orgazda után nyomoz. Móricz magánélete egészen máshogy alakul, mint tervezte. Demsa, Lucky segítségével szervezni kezdi a szökését.                         |                                |                   |      |        |
| | Angyalföldi utcák              | 2008. április 27. | 2x15 | 32     |
| Kálmán újra inni kezd, ami számtalan konfliktust okoz mind a magánéletében, mind a munkájában. Kolonicsot szorongatja a határidő, és kihallgatásra rendeli Denise-t, amiért konfliktusba kerül Bordással. Demsát az emberei kiszabadítják…                                                                                    |                                |                   |      |        |
| | Éjszakai szolgálat             | 2008. május 4.    | 2x16 | 33     |
| Demsa szökése után fokozott készültségben a rendőrség. Alter számára most már egyértelmű, hogy Herceg nem a kábítószer elleni küzdelem miatt érdekelt az ügyben. Bordás és Mike kibékülnek. Lucky és emberei segítségével Demsa véres leszámolásba kezd az alvilágban…                                                        |                                |                   |      |        |
| | Öt török, öt görög hány ember? | 2008. május 11.   | 2x17 | 34     |
| Miközben az állomány a Vám- és Pénzügyőrséggel közös akcióra készül, Edit Bordás segítségét kéri az apja miatt. Demsa bosszúhadjárata lesújt az oroszokra, és a Denise elleni merénylet új megvilágításba kerül. |                                |                   |      |        |
| | Madarat tolláról…              | 2008. május 18.   | 2x18 | 35     |
| Demsa jelentkezik Bordásnál és találkozót kér. Bordás már nem bízik senkiben, és csak Mike-ot avatja be a terveibe. A titkos találkozón Bordás megérti, hogy Demsa megfigyeléséhez és későbbi elfogásához semmi köze a heroinnak, a szálak messzebbre nyúlnak…                                                                |                                |                   |      |        |
| | A csempészek alkonya           | 2008. május 25.   | 2x19 | 36     |
| Bordás magánakcióba kezd, és Alterékat megkerülve ismeretlen helyre viszi Denise-t. Herceg egyértelműen szembefordul mindenkivel. Kolonicsnak az utolsó pillanatban sikerül megakadályozni Bordás letartóztatását. Pircsi és kollégái lecsapnak a Papára, de az akció tragikus következményekkel jár…                         |                                |                   |      |        |
| | Szemet szemért                 | 2008. június 1.   | 2x20 | 37     |
| A rendőrség és Herceg összecsapása elkerülhetetlen, ami számtalan meglepetéssel szolgál. Az összekuszálódott szálak – Denise-nek köszönhetően – csak a leszámolás után egy hónappal kezdenek kibomlani. Bordás olyan titkokat ismer meg, amelyek miatt hajszálon múlik az élete.                                              |                                |                   |      |        |

## Harmadik évad (2009)
| Kép | Cím                                     | Első vetítés      | Évad | Epizód |
| --- | --------------------------------------- | ----------------- | ---- | ------ |
| | Az új kapitány                          | 2009. január 9.   | 3x01 | 38     |
| Kolonics tábornok új beosztásban képzeli el az ezredessé előléptetett Bordás jövőjét, de a férfi egyelőre nemet mond a kecsegtető ajánlatra. Kolonicsnak kapóra jön, hogy a Nemzetbiztonsági Hivatal ügynökei plutóniumcsempészek után nyomoznak. |                                         |                   |      |        |
| | Rendőrök és titkosszolgák               | 2009. január 16.  | 3x02 | 39     |
| A váratlanul felbukkanó Herceg szerint az NBH-s ügynökök halálának okát a távoli múltban kell keresni. A rendőrség Lucky segítségével akarja felderíteni a gyilkossági ügyet. Miközben Bordás az akciócsoportot szervezi, titokzatos e-mailt kap az állítólagos gyilkostól. |                                         |                   |      |        |
| | Kiválasztottak                          | 2009. január 23.  | 3x03 | 40     |
| Mialatt Bordásék a plutóniumcsempész-banda főnökét akarják elfogni Tiszafüreden, a titkosszolgálat emberei lecsapnak Vaszjunyin barátnőjére. Norbertnek egyre erősebb a gyanúja, hogy az emberei közül valaki informálja Violát. |                                         |                   |      |        |
| | Ütközések                               | 2009. január 30.  | 3x04 | 41     |
| Bordásék biztonságba helyezik Norbert embereit. Terv készül Lucky aktivizálásáról, Bordás és csapata lesz felelős a férfi biztonságáért. Bordás képtelen fátylat borítani a múltra, az első pillanattól kezdve gyanús számára Herceg. Kálmán rendet akar tenni a körzetben, és Móricz tiltakozása ellenére sajátos nyomozásba kezd.                                                                             |                                         |                   |      |        |
| | Színlelni boldog szeretőt               | 2009. február 6.  | 3x05 | 42     |
| Bordás és Zsuzsa több hónap után újra találkoznak. A nő szeretné feleleveníteni a kapcsolatukat, de Bordásnak egészen más elképzelései vannak. Kálmán titkos megállapodásra készül a helyi alvilággal, tervébe Pircsit is bevonja. Viola véres leszámolásba kezd. |                                         |                   |      |        |
| | Tisztáldozat                            | 2009. február 13. | 3x06 | 43     |
| Bordásék biztonságba helyezik Luckyt és felkészülnek az akcióra. Norbert felveszi a kapcsolatot Gajdujevvel, hogy eladásra kínálja a plutóniumot. Kálmán beszervezi Áront informátornak; nem sejti, hogy lépésével komoly veszélynek teszi ki magát. A titokzatos Viola találkozót kér Bordástól. |                                         |                   |      |        |
| | A titkosszolgálat megköszöni            | 2009. február 20. | 3x07 | 44     |
| Az orosz titkosszolgálat ügynökének beszámolója után Bordás megérti, hogy ismét Herceg kezében futnak össze a szálak. Bordás és Kolonics rafinált csapdát állítanak a nőnek. Gajdujev bekapja a horgot és hajlandó üzletet kötni Luckyval. Miklós kénytelen színt vallani. |                                         |                   |      |        |
| | Vihar előtt                             | 2009. február 27. | 3x08 | 45     |
| A Mosoly utcai állomány a Gajdujevvel történő találkozóra készül. Kálmán újabb információk megszerzésére sarkallja Áront. A Bordással folytatott beszélgetés után Herceg egyértelművé teszi, hogy az ellenfél táborát erősíti. Kálmán világos üzenetet kap a maffiától, hogy az életével játszik, ha tovább nyomoz a Papa után.                                                                                 |                                         |                   |      |        |
| | Az éjszaka császára                     | 2009. március 6.  | 3x09 | 46     |
| Miközben Bordásék Lucky vezetésével egy kaszinóban várnak Gajdujevre, Viola újabb merényletre készül. A bérgyilkos és a Különleges Műveleti csoport összecsapása komoly véráldozatokkal jár mindkét oldalon. A sarokba szorított Herceg üzletet ajánl az oroszoknak. |                                         |                   |      |        |
| | Utolsó leosztás / Bűnösök és ártatlanok | 2009. március 13. | 3x10 | 47     |
| Herceg merész lépésre szánja el magát, hogy mentse az életét. Rafinált tervével sikerül összezavarnia Bordásékat, de arra nem számít, hogy az orosz titkosszolgálat mellett egykori beosztottjával is meg kell küzdenie. |                                         |                   |      |        |
| | Árnyak ébredése                         | 2009. március 20. | 3x11 | 48     |
| A körzetben elrabolnak egy Imola nevű lányt. Az elkövetők később nem jelentkeznek és nem kérnek váltságdíjat. A nyugdíjba vonult Kolonics szorgalmazza, hogy Bordásékat vonják be a nyomozásba, de falakba ütközik. Gyula figyelmezteti Kálmánt, hogy ne foglalkozzon többé a Papával, mert az életével játszik. Az őrsön mindenki Móricz új barátnőjéről suttog; a kollégák nem hisznek a szemüknek...         |                                         |                   |      |        |
| | Maradj mellettem                        | 2009. március 27. | 3x12 | 49     |
| Kovac figyelmeztetése ellenére, Mándoki doktornő egyre jobban aggódik az illegálisan elvégzett transzplantációk miatt. Bokros új jogköröket harcol ki Bordásnak, miután Mike világossá teszi, hogy Bordás nélkül nem dolgozik többé a különleges csoportban. Lecsap az alvilág, és a Papa emberei elhurcolják Kálmánt.                                                                                          |                                         |                   |      |        |
| | Rablók és pandúrok                      | 2009. április 3.  | 3x13 | 50     |
| Mindenki Kálmánt keresi, de hiába. Miközben Bordásék új nyomozati módszerekkel ismerkednek, Kovac utasítására, Mészáros emberei elrabolják Anitát. Először akadozik Jana Kovac precíz gépezete, mert életben marad az egyetlen szemtanú. Kálmánnak a fél életét át kell értékelnie, mikor az együttműködés reményében találkozik a Papával.                                                                     |                                         |                   |      |        |
| | Szívdobbanás                            | 2009. április 17. | 3x14 | 51     |
| Bordáséknak továbbra sincs bizonyítéka Jana és társai ellen, ezért titkosszolgálati eszközök alkalmazásával nyomoznak tovább. Móricz és Pircsi veszélyes feladatot kap. A Papával kapcsolatos zavaros ügyek miatt, Gyula és Kálmán kapcsolata egyre több konfliktustól terhes. Anita édesapjának váratlan megjelenése újabb problémákat eredményez.                                                             |                                         |                   |      |        |
| | Idegenek az éjszakában                  | 2009. április 24. | 3x15 | 52     |
| Bordásék hasznos információkhoz jutnak Móricz és Pircsi fedett akciójának köszönhetően. A rendőrség helyzetét nehezíti, hogy Yoshi, a kollégái támogatását élvezve, nyomozni kezd az eltűnt lánya után. Kálmán szeretné, ha Otyó a továbbiakban neki dolgozna. A bűnözőt alakító Norbert kapcsolatba kerül Mészárossal.                                                                                         |                                         |                   |      |        |
| | Új diagnózis                            | 2009. május 1.    | 3x16 | 53     |
| Jana számára most már egyértelmű, hogy lehallgatták őket, de nem a rendőrségre gyanakszik, hanem az önmagát bűnözőként futtató Norbertre. Bordás veszélyes feladattal bízza meg Johnnyt. Szvetlana jelenléte egyre terhesebb Jana számára. Yoshi számon kéri az eddigi eredményeket Bordástól. Kálmán és a Papa nem hétköznapi körülmények között találkoznak újra.                                             |                                         |                   |      |        |
| | A beépülés                              | 2009. május 8.    | 3x17 | 54     |
| Zsigmond kérdőre vonja Kálmánt a Papával kötött megállapodás miatt, de a körzeti megbízott nem hajlandó felfedni a kapcsolatát. Mivel a Dunában talált holttest nem kapcsolható össze egyértelműen Szvetlanával, Bordás rafinált tervet eszel ki a bizonyítékok megszerzésére, és Juli segítségével akar informálódni. Mándoki óriási hibát követ el, mikor megzsarolja Janát. Yoshi és emberei bekeményítenek. |                                         |                   |      |        |
| | Bizalmi állásban                        | 2009. május 15.   | 3x18 | 55     |
| Mikor Bordásék tudomására jut, hogy Jana partit szervez, Johnny és Norbert felkészülnek a nagy alakításra. A különleges csoport teljes készültségben. Mándoki pénzt követel Janától, de a találkozón Mészáros csapdájába fut. Anita fegyvert szerez és megkísérli a szökést. Pircsi élete veszélybe kerül. |                                         |                   |      |        |
| | Transzplantáció                         | 2009. május 22.   | 3x19 | 56     |
| Pircsi eltűnése után felgyorsulnak az események. Bordás megpróbálja sarokba szorítani Yoshit, de a férfi diplomáciai védettséget élvez. A rendőrség megtalálja Anitát, de a lány egyelőre nincs kihallgatható állapotban. Johnnynak már a klinikán töltött első munkanapján komoly nehézségekkel kell megküzdenie.                                                                                              |                                         |                   |      |        |
| | Zárójelentés                            | 2009. május 29.   | 3x20 | 57     |
| A Papa személyéről végérvényesen lehull a lepel; a rendőrség húsz éven át rossz nyomon haladt. Bordásék lerohanják a klinikát. Az ügy megoldódik, de Yoshinak köszönhetően összekapcsolódik a Demsa-üggyel és minden eddiginél súlyosabb következményekkel jár; Bordás és Kriszta többé nincsenek biztonságban, az életük borotvaélen táncol...                                                                 |                                         |                   |      |        |

## Negyedik évad (2010)
| Kép | Cím                    | Első vetítés         | Évad | Epizód |
| --- | ---------------------- | -------------------- | ---- | ------ |
| | Requiem két zsaruért   | 2010. augusztus 6.   | 4x01 | 58     |
| A történet ott folytatódik, ahol a harmadik évad véget ért, és ahogyan általában a magyar izgalmak is ugyanott folytatódnak, ahol abbamaradtak. Mi is a vég- illetve kezdőpont? Az ország legjobb kommandós parancsnoka, Bordás egy kollégájával, Krisztával kilép az őrs kapuján és uzival mindkettőt lekaszálják egy furgonból. Mindenki rettenetére, a nyomozást vezető őrült Kolonics tábornok sajátos elmélettel áll elő. Véleménye szerint a merényletet maga Bordás szervezte, hogy átverje a rendőrséget. Az őrsön elszabadulnak az indulatok, mindenkit kiborítanak a történtek és a csapást követő bizonytalanság. Színjáték azonban nem csak elméletben van, hanem Otyó őrmester magánéletében is, de Vanda, a beépített volt prosti esetében is, sőt Vida százados is szerepe is megtévesztő. |                        |                      |      |        |
| | Árnyék a múltból       | 2010. augusztus 13.  | 4x02 | 59     |
| A rendőrség két szénné égett testet megtalál, de bizonytalan, hogy vajon ők-e azok: Bordás és Kende. Kolonics továbbra is arra gyanakszik, hogy Bordás maga szervezte meg saját eltűnését, és mivel Seneca szerint semmi jó nem kellemes, ha nincs benne társunk, feltételezi, hogy az őrsön valaki segítette az akciót. Minden rendőrt kihallgatnak. Felidéződnek a rendőrőrs elleni merénylet részletei, attól kezdve, hogy Johhnyra bombát szereltek. De vajon miért lett volna szükség színjátékra? Aztán borul az egész elmélet. Mindemellett játékbabák a fegyverneppernél, szerelem az öltözőben és további merényletek. |                        |                      |      |        |
| | Az igazság ára         | 2010. augusztus 21.  | 4x03 | 60     |
| "Moszkva nehezen mond le azokról, akik államköltségen végezték a KGB-akadémiát." Kolonics Herceggel köt alkut, hogy megtudja, ki követte el a merényletet Bordás ellen. Az informátor érkezésére alaposan felkészül: az egész őrs fegyverkezik. Az állambiztonsági iratok titkosak, birtokosuk és ismerőjük életveszélyben van. A mappa másolata Demsa birtokában volt, és azt állítólag Bordás olvasatlanul megsemmisítette. Az eredeti dokumentumnak azonban kozmetikázott verziói terjednek, miközben vezető tisztségviselők egyre-másra mondanak le, Bordás történetén okulva. A titokzatos Rózsahegyiről pedig Kálmán bá többet tud bárkinél. Herceg gyanúsítottja Czimmermann, akit a Moszad is keres. Johnny tehát becsábítja Anitát az őrsre. De vajon tudja-e a lány, hol az apja? Az epizód végére több árny is testet ölt. |                        |                      |      |        |
| | A Főnix újabb repülése | 2010. augusztus 27.  | 4x04 | 61     |
| Bordás és Kende előkerülnek, és épp Czimmermannak köszönhetően. Kolonics tábornok, bár csak tanácsadóként van jelen, harapós az ügy miatt. Pedig az ötnapos eltűnés és felhajtás, a Különleges Csoport megpróbáltatásai nem voltak hiábavalók: Bordás olyanokat buktatott le, akik sok milliárd forint veszteséget okoztak az országnak. Szerencsére nem függesztették fel őket, csak éppen visszaminősítették az egész KMCS-t, vissza a közrendvédelemhez, vissza az angyalföldi utcákra! Kolonics és Bordás végeláthatatlan vitába fognak a Rózsahegyi-dokumentumról és az ügy különböző szereplőiről, mindenekelőtt Hercegről, akit Kolonics véd, Bordás pedig hazaárulónak tart. Alter újra figyelni kezdi Bordás, új nevén Főnix lépéseit, ki kell derítenie, hol bujkál Czimmermann. Összekeveredik, ki a barát, és ki az ellenség. De két barát útja biztosan elválik: Mike nem tud megbocsátani Bordásnak, és kiszáll. Alter viszont jön. Az ő vitája is végeláthatatlan Bordással, főleg Czimmermann szerepéről. A különlegesen szupertitkos bombaügynöknő, Vanda lesz Kriszta védőangyala és faggatója egy fedett lakásban. A közös élet izgalmasnak ígérkezik, a két nő akár tűz és víz. Bordás új missziója: elkapni Herceget. Alter kapcsolatban áll vele, de erről mélyen hallgat. Megint kiderül a fontosról, hogy lényegtelen, és a halottról, hogy él. Mindeközben az utcán is folyik az élet, az okkult málnaszörp, és a vér. |                        |                      |      |        |
| | Fényhozók              | 2010. szeptember 3.  | 4x05 | 62     |
| Kolonics érkezik a hírrel: a KMCS fennmaradásának feltétele, hogy Bordás és csapata felderíti a lövöldözős-szektás-díleres ügyet. Ráadásul az valahogyan összefüggésben állhat Czimmermannal, akit viszont Bordás, ha nem is fedez, de ártalmatlannak tart. Kolonicsnak továbbá az is feltétele, hogy Bordás nem feszegeti tovább Herceg szerepét. Kálmán bá is visszakerül az őrsre, az erősítésre szükség is van. Alter viszont Herceg segítségét kéri a nemzetbiztonsági kockázatot jelentő ezoterikus bűnözők ügyében – hogy jó pontot szerezzen neki Bordásnál. A nemzetbiztonságtól érkezik is az információs csomag Alter századosnak. Elkezdődik a Luciferista v's ecstasy-díler kihallgatása. Bordás bekeményített, átváltott halhatatlan üzemmódba. Egy új szoftver, a Rendőrségi Szövegbányász Rendszer is segítségére van. |                        |                      |      |        |
| | Lucifer álarca         | 2010. szeptember 10. | 4x06 | 63     |
| Vanda kettős játékot kénytelen játszani: a lakást, ahol Kende Krisztát kell megfigyelnie Alter megbízásából, Herceg bepoloskázta. Így a rafinált nő szeme mindenkit lát, elsősorban pedig Bordás dolgaira kíváncsi, hogy sarokba szoríthassa, és együttműködésre kényszerítse. A Luciferista ügyben, aminek kimenetele a Különleges Csoport sorsát illetően döntő, az ún. Mester figurája lassan előtűnik a homályból. Valaki, aki skizoid fiatalokat irányít gyilkolásra. Kálmán bát Vidocq ezredes megszorongatja, hogy kerítse elő a Papát. Czimmermann, akit a "rendőrség és a titkosszolgálat összes lúzere keres", bejön a Mosoly utcába, beszéde van Johnnyval. Yoshi, barát-e vagy ellenség, családilag avatja be őt a dolgaiba. A körbezsarolós körök most már szinte mindenkit elértek. Kálmán báról is, Vanda sorsáról is érdekes dolgok derülnek ki, a pszichiáter pedig Luciferről mesél. Pircsi fejest ugrik a sötétségbe. Vagy a fénybe? Mindenesetre poloskákkal. |                        |                      |      |        |
| | Lélektükör             | 2010. szeptember 17. | 4x07 | 64     |
| Yoshi és Bordás csapata fej fej mellett halad a nyomozásban. Bordást azonban kirúgja a felsőbb vezetés, mert fedezi Czimmermannt, és Mike veszi át a teendőket. Vanda eltűnik. Bordás is. A szekta Mestere gyanút fog és feladja magát. Parafenomén, aki hipnózissal irányította a dílergyilkosságokat, méghozzá Czimmermann és a Moszad tudtával. A hazai titkosszolgálat a szaunában szervezi az új akciót a "szép új világ" jegyében – Mike leizzad, de vállalja a koordinálást. Szegény Kálmán bá belebukik a közvetítő szerepbe a rendőrség és az alvilág közt, folyik a szesz és a vér. |                        |                      |      |        |
| | Új leosztás            | 2010. szeptember 24. | 4x08 | 65     |
| A KMCS mégis él! Mike-nak köszönhetően, és a Belügyminisztérium révén. Bordás viszont még mindig nincs sehol, Alter pedig Herceggel bizniszel. Vanda is. A kőkemény nőszemély most már Mike iránt érdeklődik, akinek a csillaga fényesebben ragyog, mint valaha. Ráadásul az ifjú titánt a "világ legnagyobb hamiskártyása fedezi". És egy gyönyörű nő szereti. A KMCS új feladata mindenesetre az, hogy egy bizonyos szerb médiacsászár politikust megvédjen egy lehetséges budapesti merénylettől. Sztenonisz mindenkit elképeszt operatív virtuozitásával. Miközben a KMCS tagjai a Duna Televízióban, az állítólagos merénylet állítólagos helyszínén terepszemléznek, az őrsre bejön Vidocq, hogy Kálmán bát felelősségre vonja kettős játékai miatt. Vanda elkapja Herceget, és olcsón kínálja Mike-nak a csomagtartóból. A felelősségrevonás vallatással kezdődik, majd megjelenik maga Sztenonisz, és tisztázódik, pontosabban egészen megkeveredik a helyzet: kinek van listája, ki szerepel rajta, és ki kivel milyen viszonyban van? Minden viszonylagos... A KMCS a nemzetvédelem medencéjében lubickol, és Vandát is végre beveszik a buliba. |                        |                      |      |        |
| | Belgrádi emberünk      | 2010. október 1.     | 4x09 | 66     |
| Sztenonisz felvilágosítja a Treff fedőnevű KMCS-t az ún. belgrádi ember kilétéről és motivációjáról. A titkosszolgálat egykori emberét annak idején Sztenonisz politikai nyomásra kénytelen volt feladni, miután Maric, akit meg kellett volna ölnie, átállt. A belgrádi ember 15 év szerb fogságból megszökött, és most minden bizonnyal bosszúszomjasan érkezik Budapestre. Megüzente, hogy az egykori parancsot most végrehajtja. Sem Maric, sem Sztenonisz nincsenek biztonságban tőle. A Mosoly utcai Treff csapatnak tehát az a feladata, hogy az állambiztonság számára fontos személyt megvédje, és a belgrádi férfit elkapja az előre felállított televíziós csapdahelyzetben. És hogy ne kérdezzenek túl sokat... A belgrádi ember és csapata, az előző Treff csapat számára már-már gyanúsan egyszerű a bejutás a Duna Televízióba. Az is furcsa, hogy Mike barátnője és gyereke épp most, a döntő esemény előtti napon szenvednek balesetet, úgyhogy ő kiesik a pakliból, és Alter veszi át a vezető szerepet. A Különleges Műveleti Csoport egyik fele forgatóstábbá avanzsál, Alter testőrré vedlik át, Juli titkárnővé, Vanda pedig Maric új barátnőjévé. De még így sem könnyű kivédeni az ismeretlenből jövő támadást. Tűzpárbaj, egy rendőrnő meg egy katonalány verekedése, és egy váratlan golyó a titkosszolgálattól. És Kálmán bá szemei előtt, slusszpoénként, megjelenik maga Rózsahegyi.                               |                        |                      |      |        |
| | A barátok visszatérnek | 2010. október 8.     | 4x10 | 67     |
| Mike elbeszélget Herceggel, akivel szemben még mindig gyanakvó és bizalmatlan. A nő kezében erős ütőkártya van: "Mindannyiunk érdekében le akarom leplezni Kolonics Dénest," jelenti ki. És: "meg kell védenünk Rózsahegyi Alexet!" Hiszen az oroszok jelentették, hogy Rózsahegyi Magyarországon tartózkodik, és mindenki életveszélyben van, akitől segítséget várhat. És valóban: a titokzatos Rózsahegyi hazajött, és maga köré gyűjti a megbízható embereket. Mindenekelőtt Kálmán bát, Mike-nak pedig kódolt üzenetet küld. A magas szintű történések közben a Mosoly utcában zeneszóra vigadnak a rend őrei, Pircsi és Mike pedig óriási bankrablásba csöppen. Rózsahegyi ravasz üzenetét sikerül dekódolni az őrsön, és meg is találják az úriembert, aki koronatanúnak jött vissza az országba. Mostantól úgy kell rá vigyáznia Mike-nak és Hercegnek (együtt!), mint a szemük fényére. Mike-nak azonban egyáltalán nem tetszik, hogy Herceg a képben van, és a nő valóban minél hamarabb meg akarja kaparintani az ominózus hangfelvételeket, "nemzetbiztonsági okokból". Nagyon úgy tűnik, hogy a KMCS-t újra csak felhasználták. Rózsahegyit viszont szinte azonnal megtalálja Yoshi, és elrabolja. |                        |                      |      |        |
| | Szolgálunk és félünk   | 2010. október 15.    | 4x11 | 68     |
| Honnan tudhatta Yoshi Czimmermann, hol rejtegetik Rózsahegyit? Ha tégla van a Mosoly utcában, ugyan ki az? Herceg Alterre gyanakszik, és kegyetlenül kivallatja, Vandával együtt, de hiába. Kénytelen elengedni őket, és Mike ellen indulni. A KMCS és az NBH vagyis Herceg összeütközése elkerülhetetlen. Hol van Rózsahegyi? Hol van Bordás? Keményen állják a sarat a felek, és nagyon jól színészkednek. Mindenesetre észszerű Herceg felvetése: "Járjunk utána, hogy mi miért történik ebben az országban!" Pircsi lányos zavarában elmegy Kolonicshoz, és mindenről beszámol neki. Fogalma sincs, mekkora zűrt kavar ezzel. Herceg és Mike csapata Adyligetre kirándulnak, ahol Yoshi Rózsahegyit őrzi. Megjelenik Kolonics is, de hamar távozik, dolga végezetlenül. Yoshi beavatja a legtitkosabb műveletbe a KMCS kemény magját. |                        |                      |      |        |
| | Egy jelentés margójára | 2010. október 29.    | 4x12 | 69     |
| Herceg keményen állja Mike és Czimmermann ostromát, de végül is a segítségére van szükségük. Megkerül ugyanis az a pasas, aki megpiszkálta Mike autóját mielőtt a barátnője és a gyereke beleült és balesetet szenvedett. Itt jön a képbe Herceg, aki régi ismerőse az illetőnek. Mike barátnője ellen is merénylet készül, de hamar kudarcba is fullad. Pircsi ügyesen kiszabadul Kolonics bilincséből. Rózsahegyi két őrzőjének, Johnnynak és Julinak történelemórát tart rendszerváltozásból, mivel ő az, aki minden összefonódásról tud. Pircsiről kiderül, hogy médium, valódi bizonyítékokkal. Kolonics viszont továbbra is játszik, de egyben a becsületét is eljátssza, már senki sem hisz neki. Végül az egész díszes társaság egyetlen dísztelen, szuperbiztosított épületben gyűlik össze. Középpontban Kolonics, Rózsahegyi, Mike, és egy tál pörkölt. De hamarosan látogatók érkeznek, akiket nem a pörkölt érdekel, viszont egyre nő a hullák száma, az országban folyó láthatatlan háború pedig egyre inkább felsejlik. Mi történik, ha egy tábornok elveszíti a táborát? A Mosoly utcában pedig végre mosolyog mindenki. De nincs minden lezárva. Sőt. A hangfelvételek mégsem kerültek nyilvánosságra, Bordás nem bukkant fel, Kolonics eltűnt. A történelemleckének nincs vége. |                        |                      |      |        |